# 36 Ophiuchi
36 Ophiuchi (36 Oph / HIP 84405) es una sistema estelar en la constelación de Ofiuco situado a 19,5 años luz del sistema solar. Se encuentra en el extremo sur de la constelación, al sur de θ Ophiuchi.
36 Ophiuchi es un sistema estelar triple en donde la componente C orbita en torno al par interior formado por A y B. 36 Ophiuchi A (GJ 663 A / HD 155886 / HR 6402) es una enana naranja de tipo espectral K0V cuya temperatura es de 5100 K. Semejante a α Centauri B, brilla con una luminosidad correspondiente al 28 % de la luminosidad solar. Tiene una masa de 0,85 masas solares y un radio equivalente al 81 % del radio solar. Su metalicidad, basada en su abundancia en hierro, es aproximadamente la mitad que en el Sol.
36 Ophiuchi B (GJ 663 B / HD 155885 / HR 6401) tiene unas características físicas casi idénticas a 36 Ophiuchi A, si bien es una estrella algo más fría de tipo K1V.
La órbita de la estrella binaria AB es muy excéntrica (ε = 0,922), variando la separación real entre las dos componentes desde 7 UA hasta 169 UA; su período orbital es de 570 años.
El período de rotación de ambas estrellas es de aproximadamente 21 días; probablemente, la interacción entre ellas ha ralentizado las velocidades de rotación.
Las dos estrellas poseen cromosferas activas.
Variaciones en la velocidad radial de 36 Ophiuchi B sugirieron la presencia de un compañero subestelar, cuya masa sería 8 veces mayor que la del planeta Júpiter, en órbita alrededor de esta estrella; actualmente se piensa que dichas variaciones son debidas a la gran actividad cromosférica de la estrella.
36 Ophiuchi C (HD 156026 / GJ 664) orbita alrededor de la binaria AB a una distancia comprendida entre 4370 y 5390 UA. Es también una enana naranja de tipo K5V catalogada como variable RS Canum Venaticorum, recibiendo la designación de variable V2215 Ophiuchi. Su luminosidad equivale a 0,087 soles, siendo su masa el 71 % de la masa solar y su radio el 72 % del radio solar.
De acuerdo a su período de rotación —13,4 días—, la edad del sistema, estimada mediante girocronología, es de ~ 590 millones de años.